# 西昌天神堂
天神堂（英語：Cathedral of the Angels），又名永安公教堂，俗稱西昌天主堂，是天主教寧遠教區的主教座堂，位於四川省涼山彞族自治州西昌市三衙街北半邊，奉諸天神（即天使）為主保。

## 歷史

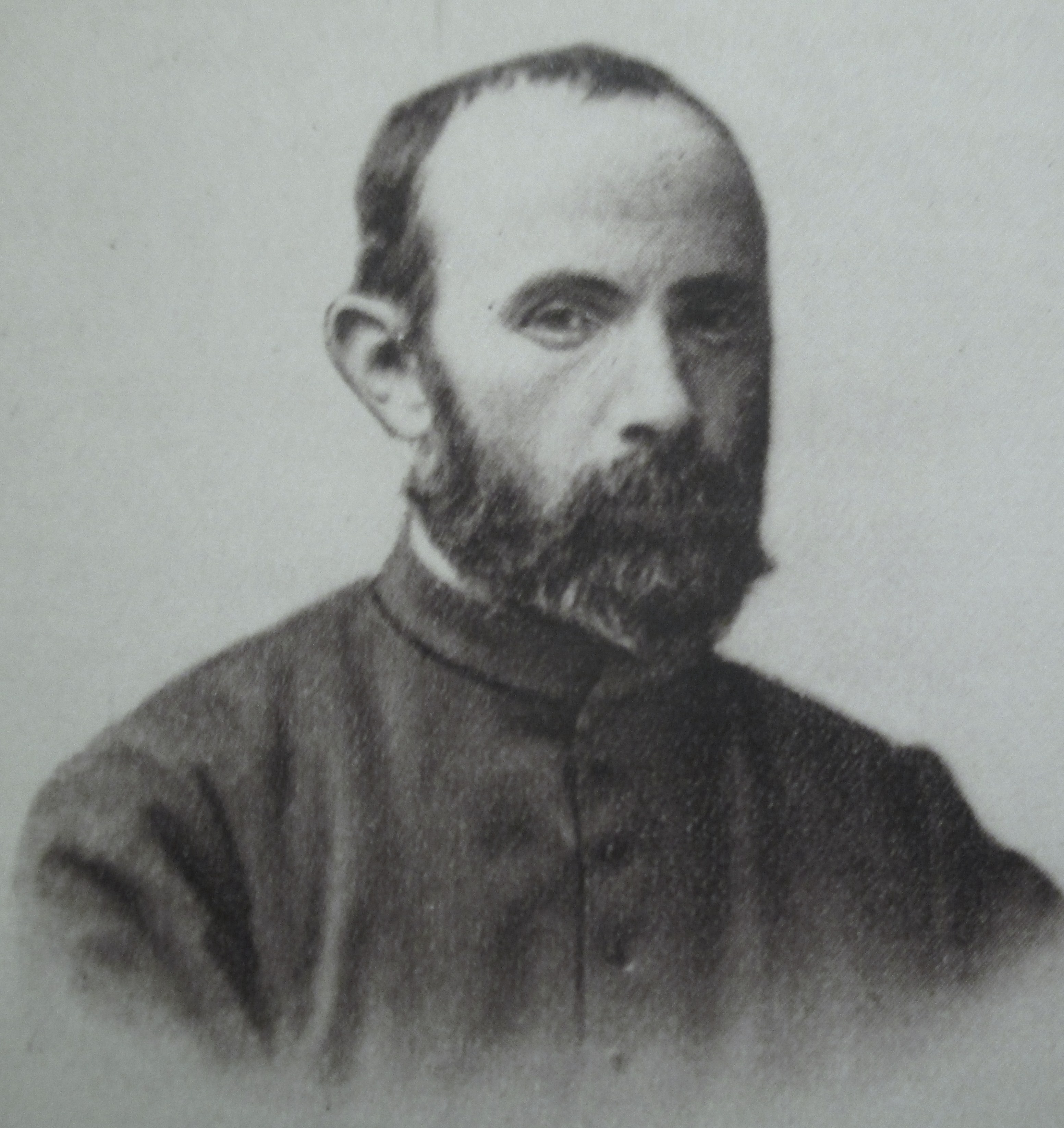
光若翰，首任建昌宗座代牧

天主教最早於18世紀由巴黎外方傳教會傳入諾蘇人居住的寧遠府（今西昌市），1910年設立建昌宗座代牧區（今寧遠教區）。1903年，傳教會派遣光若翰管理寧遠教務。他自1908年起開始督造天神堂及寧遠主教府，1912年竣工。教堂建築包括鐘樓和庭院，風格混合當地傳統建築和羅曼復興式樣。
原本立面上建有羅曼復興式立柱和對窗，門額上繪有瓶花圖案，中間大門上書「天神堂」（今改作「天主堂」），左右兩邊有「黜邪」、「崇正」四字，並書有對聯。竪排作「是門天上路恆行，莫止可望登天；斯道聖人基切慕，無休何難作聖」；橫排為「悉讚頌主乃榮福君，協心認述普地欽崇，求主佑僕與信開天」。今除對聯和立柱均不存，原柱頭上雕飾的圖案紋樣今亦不存。
民國時代鐘樓內置有在法國鑄造的永安公銅鐘，撞擊時鐘聲優雅悅耳，在瑤山、瀘山、邛海一帶也能聽見，從而在當地形成一句俗語：「西昌城內永安公，早晚鐘聲到海船。」
1950年共產黨上台後，在教堂前方修建了一座四層樓房將教堂掩蓋。《信德報》2010年發文稱「前幾年拆除後才亮出了教堂」。鐘樓在文化大革命期間遭到破壞，後被拆除。今教堂兩邊有神父會院、修女院、修士院、童貞院、預修院。

## 圖集

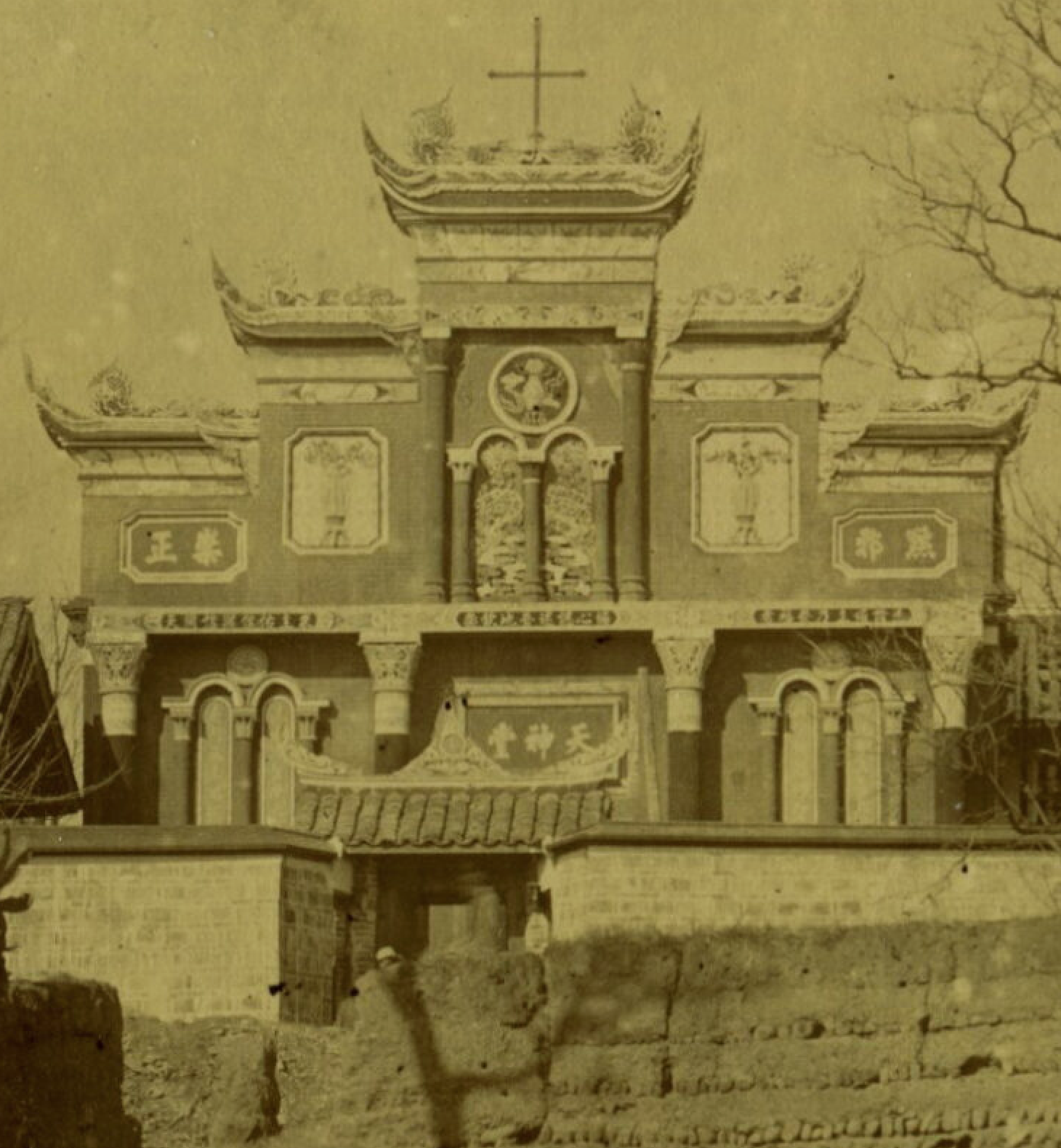
天神堂攝於1920年左右
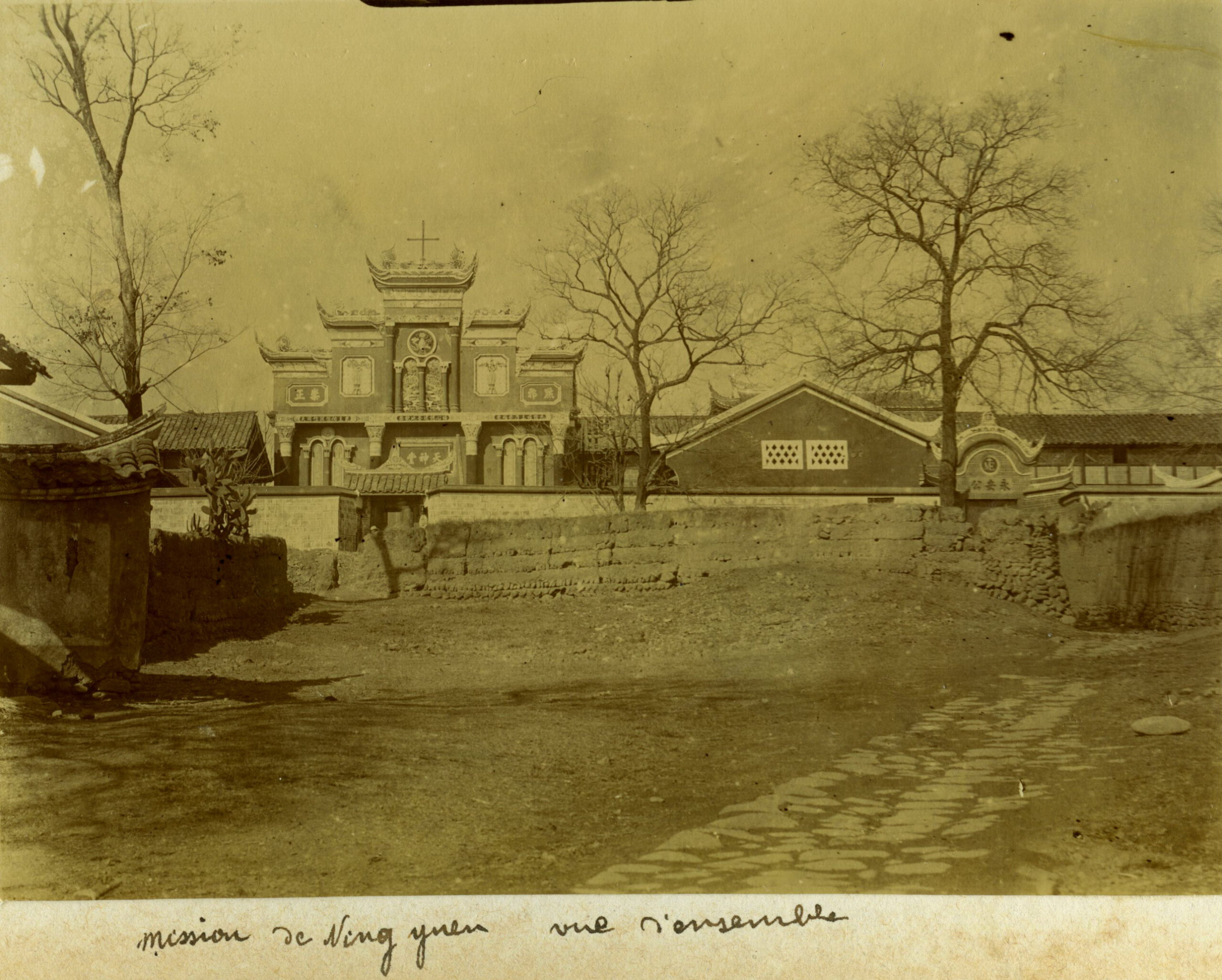
天神堂建築群於1920年左右
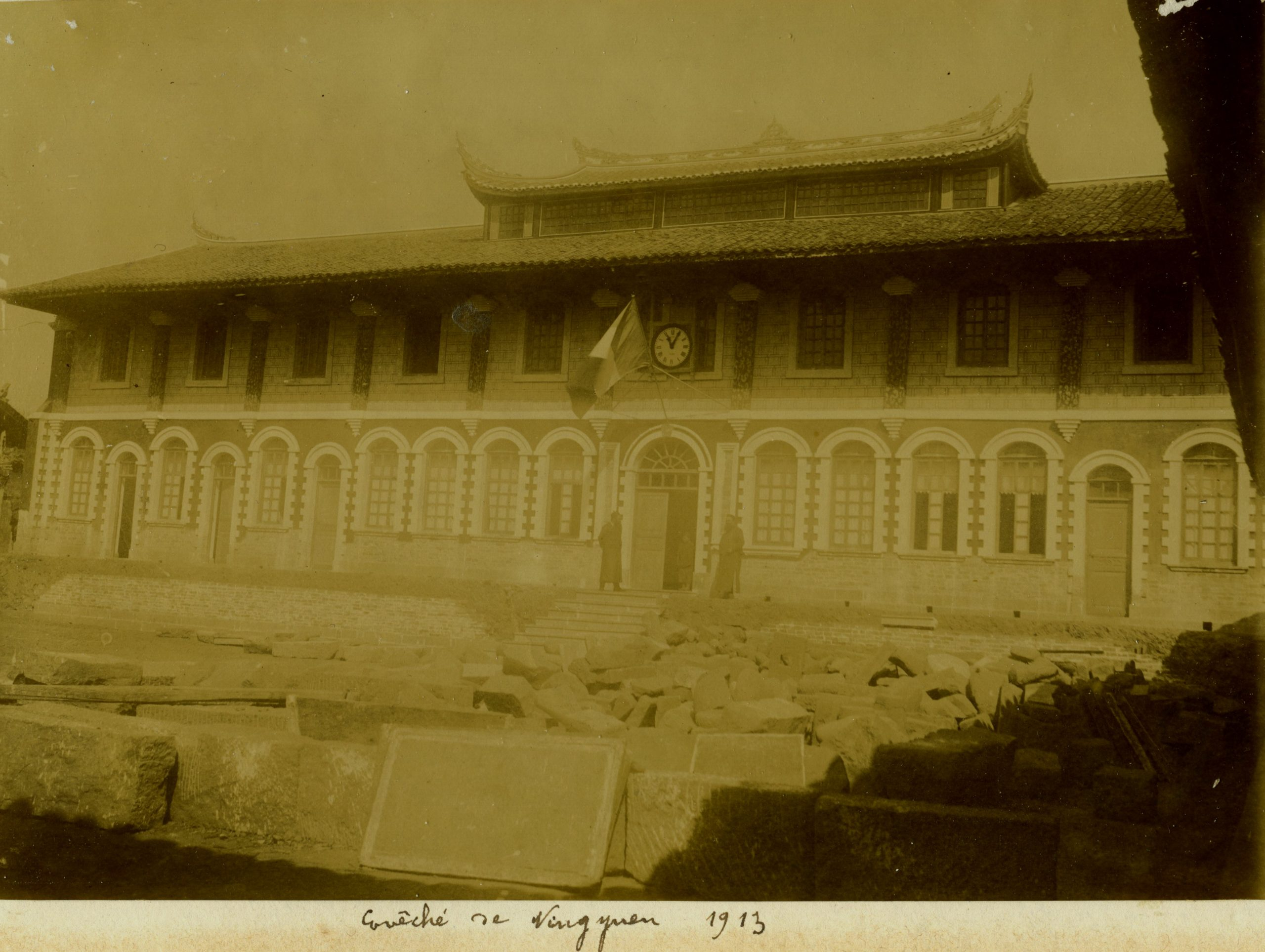
寧遠主教府攝於1913年